# 謝介石

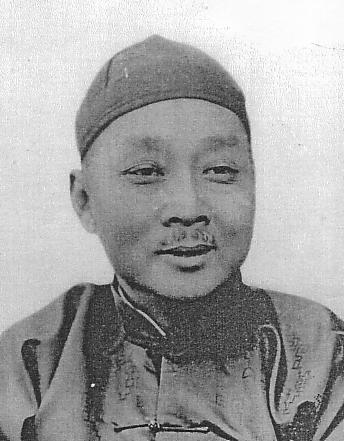

謝介石（1878年—1954年），名愷（khái; 又作海），表字又安，一字幼安，台灣新竹人，任滿洲國第一任外交總長，也是台灣人於滿洲國期間獲得最高官銜的一位。

## 簡歷
光緒四年（1878年）出生於竹塹南門，早年就讀於私塾。
1898年，臺灣割讓後，新竹國語傳習所學習日語，卒業後在公學校擔任教職，數月後，轉任通譯，同時在辯護士山口義章辦事處工作，並曾經擔任伊藤博文來台時之通譯。又以書法見長，與竹塹書家王石鵬齊名，有「新竹二石」之稱，深受新竹知事櫻井勉之推重。稍後，前往日本東京，任東洋協會學校台灣語講師，同時就讀於明治大學，並且畢業於明治大學法律系，隨即前往天津張勳處工作。
1904年起的二年間，任台灣協會専門學校（現拓殖大學）的台語教師。
1915年，謝介石放棄日本國籍並且改入中華民國國籍，成為中華民國公民。
1917年，張勳策動溥儀復辟時，謝介石也參與其中。也因為張勳復辟事件，謝介石得以認識溥儀。
1927年，謝介石出任溥儀辦公室的外務部右丞與天津行在御前顧問，之後前往吉林省出任省長熙洽的吉林省陸軍部尚書。
1931年九一八事變後，任吉林交涉署長。
1932年，滿洲國成立後，任謝介石為首任外交部總長，謝介石改為滿洲國籍。謝介石曾經將熙洽、馬占山說服歸入滿洲國而立下大功。
1935年，代表滿洲國皇帝衣錦還鄉，回台參加台灣博覽會，也在廣播電台發表《敬告台灣同胞》演講暨兒子結婚。臺中市大甲鎮瀾宮的正殿，仍掛有一塊謝介石題名的匾額。之後一度轉任實業部長。由於謝介石在滿洲國發展的成功，不少台灣人也都前往滿洲尋求發展，並且工作於滿洲國的公務部門。 據研究，追隨謝介石「過滿洲」的台灣人前後超過五千餘人， 譬如李行的电影《原乡人》的原型鍾理和（由秦漢扮演）1934年和妻子鍾台妹（林凤娇扮演）一起私奔到滿洲。
1935年至1937年謝介石出任滿洲國首任駐日本特命全權大使。
1937年謝介石退隱，之後曾經出任滿洲國國營事業的董事長。
1945年第二次世界大戰結束後，滿洲國瓦解，謝介石於北平（今北京）以漢奸罪罪名被捕。
1946年，謝介石入獄，監禁於北平狱中。1948年，謝介石出獄。
1954年，病逝於北京。
2013年2月，孫子謝輝、外孫謝同生，回到謝介石故鄉新竹市，進行一場尋根之旅。

## 家庭
與知名的藝旦王香禪結婚，先與王香禪婢女「素梅」生下一子謝津生。與王香禪育有兒子謝喆生、謝滬生、女兒謝秋生，一說女兒為養女。